# Andreas Hempel (starszy)
Andreas Hempel st. (ur. 1581 w Brzegu, zm. 9 listopada 1627 we Wrocławiu) – niemiecki malarz czynny w XVII wieku we Wrocławiu.

## Edukacja i rodzina
Był synem brzeskiego krawca. W latach 1595–1596 pobierał nauki u Michaela Kellera we Wrocławiu. Po śmierci swojego mistrza do 1600 roku uczył się u Johanna Twengera a w latach 1607-1609 u Daniela Modera. W 1610 roku uzyskał tytuł mistrza. W tym samym roku poślubił Susannę Fiebig.

## Twórczość
W 1610 roku, po śmierci mistrza Modera, Hempel przejął po nim zlecenie biskupa wrocławskiego, arcyksięcia Karola na odnowienie malowideł i ołtarza w kaplicy zamkowej w Otmuchowie. Prawdopodobnie wykonał wówczas naścienny fryz z portretem biskupów. Wraz z innymi malarzami, m.in. z Matthiasem Heintze, uczestniczył w wykonaniu łuków triumfalnych na cześć wjazdu do Wrocławia cesarzy Macieja Habsburga w 1611 i Ferdynanda II w 1617. Jest autorem rysunków przedstawiających Fryderyka II oraz elektora Palatynu Fryderyka V (1620). Inne mu przypisywana miniatura pt. Ucieczka Eneasza i Anchizesa z płonącej Troi  znajdowała się w zaginionym sztambuchu Zachariasa Allerta z 1625 roku.
W swoim warsztacie wykształcił ośmiu uczniów oraz swoich synów: Gottfrieda (ur. 1611), Andreasa mł. (ur. 1613) i Hansa (1617-1633).
- Ukrzyżowanie - epitafium Franza Fischera z 1615 roku, 61×51 cm, deska lipowa, Muzeum Narodowe we Wrocławiu; obraz sygnowany u dołu pośrodku: "A. Hampel 1615" oraz przez kaligrafa na tablicy inskrypcyjnej :CR". Obraz stworzony do kościoła św. Marii Magdaleny we Wrocławiu